# Eremias pleskei
Eremias pleskei är en ödleart som beskrevs av  Alexander Nikolsky 1905. Eremias pleskei ingår i släktet löparödlor, och familjen lacertider. IUCN kategoriserar arten globalt som akut hotad. Inga underarter finns listade i Catalogue of Life.
Arten förekommer vid södra Kaukasus och på högplatå i Armenien, Azerbajdzjan, Iran och Turkiet. Den vistas i regioner som ligger 500 till 1700 meter över havet. Habitatet utgörs av halvöknar med glest fördelad växtlighet. Två gånger per år lägger honor två till fyra ägg.